# Förstakammarvalet i Sverige 1893
Förstakammarvalet i Sverige 1893 var ett val i Sverige. Valet utfördes av landstingen och i de städer som inte hade något landsting utfördes valet av stadsfullmäktige. 1893 fanns det totalt 1 018 valmän, varav 982 deltog i valet.
I Gävle stads valkrets ägde valet rum den 28 juli. I Stockholms läns valkrets, Uppsala läns valkrets, Södermanlands läns valkrets, Östergötlands läns valkrets, Kronobergs läns valkrets, Älvsborgs läns valkrets, Värmlands läns valkrets, Örebro läns valkrets, Jämtlands läns valkrets och Västerbottens läns valkrets ägde valet rum den 19 september. I Skaraborgs läns valkrets och Västernorrlands läns valkrets ägde valet rum den 20 september. I Västmanlands läns valkrets ägde valet rum den 25 september. I Kopparbergs läns valkrets ägde valet rum den 26 september. I Blekinge läns valkrets och Malmöhus läns valkrets ägde valet rum den 27 september. I Göteborgs stads valkrets ägde valet rum den 28 september och i Stockholms stads valkrets ägde valet rum den 2 oktober.

## Valresultat
| Parti  | Parti                     | Röster | Valda | Mandatfördelning | Mandatfördelning | Mandatfördelning |
| Parti  | Parti                     | Röster | Valda | FK 1893          | FK 1894          | +/-              |
| ------ | ------------------------- | ------ | ----- | ---------------- | ---------------- | ---------------- |
|        | Protektionistiska partiet | 501    | 13    | 93               | 97               | +4               |
|        | Minoritetspartiet         | 247    | 6     | 35               | 28               | -7               |
|        | Partilösa                 | 328    | 8     | 20               | 23               | +3               |
|        | Övriga                    | 259    | 0     | 0                | 0                | +-0              |
| Totalt | Totalt                    | 1 335  | 27    | 148              | 148              | +-0              |

Det protektionistiska partiet behöll alltså egen majoritet.

## Invalda riksdagsmän
Stockholms stads valkrets:
- Wilhelm Walldén, min

Stockholms läns valkrets:
- Erik Gustaf Boström, prot
- Wilhelm Odelberg, prot

Uppsala läns valkrets:
- Pehr von Ehrenheim, min
- Pehr Gustaf Tamm, prot

Södermanlands läns valkrets:
- Gustaf Lagerbjelke

Östergötlands läns valkrets:
- Niklas Fosser, prot

Kronobergs läns valkrets:
- Gunnar Wennerberg, prot
- Knut Posse, prot

Blekinge läns valkrets:
- Thomas Nyström

Malmöhus läns valkrets:
- Paul Paulson, prot

Göteborgs stads valkrets:
- Carl Wærn, min

Älvsborgs läns valkrets:
- Leonard Grundberg, prot

Skaraborgs läns valkrets:
- Harald Röhss

Värmlands läns valkrets:
- Helmer Falk
- Fredrik Wester, prot

Örebro läns valkrets:
- Magnus Unger, prot
- Harald Ericsson, prot

Västmanlands läns valkrets:
- Patric Reuterswärd, prot

Kopparbergs läns valkrets:
- Ernst Nisser
- Hugo Blomberg, prot
- Gustaf de Laval

Gävle stads valkrets:
- John Rettig, min

Västernorrlands läns valkrets:
- Axel Asker

Jämtlands läns valkrets:
- Hugo Tamm, min

Västerbottens läns valkrets:
- Jesper Crusebjörn
- Axel Cederberg, min

## Fotnoter
1. ↑  Siffrorna avser de sammanlagda röstetalen för de riksdagsledamöter som tillhörde respektive parti och valdes under detta år. Rösterna på kandidater som tillhörde partierna men inte vann ett riksdagsmandat har alltså sorterats in under "övriga". Röstetalen på valkretsnivå är hämtade från SCB och riksdagsledamöternas partitillhörigheter är baserade på uppgifter från bokserien Tvåkammarriksdagen 1867–1970.